# Архаик
Архаик је геолошки еон који претходи протерозоику, а завршио се пре 2,5 милијарде година. Његова подела није заснована на стратиграфији, али је због недостатка фосила дефинисана радиометријски. Доњу границу не признаје ИЦС (Међународна стратиграфска комисија), већ се обично поставља на 3,8 милијарди година, тј. на крају хадијума.

## Архаична тектоника и настанак континената
На почетку архаика, топлотни ток Земље био је скоро три пута већи него данас и два пута већи него у протерозоику. Вишак топлоте могао је да потиче од преостале топлоте након акреције планета, делом од формирања гвозденог језгра, а делом узроковано већом радиогенетском производњом топлоте од краткотрајних нестабилних елемената као што је уранијум -235.
Земља је у раном архаику вероватно имала другачији тектонски стил – много динамичнији него данас, због израженијих конвекцијских струјања у омотачу, што је проузроковано већ поменутим великим топлотним током. Тектонска плоча је омогућила стварање континената, који су расли или топљењем морске коре у зонама субдукције, што је резултирало формирањем све више фелзичне магме кроз процесе диференцијације, или акрецијом континената сударима мањих континенталних маса. Неки геолози верују да је првобитна континентална кора формирана изнад вруће тачке, а не зона субдукције.
Ови процеси у архаику довели су до првих кратона – подручја која нису деформисана од камбријума, а састоје се од штита, магматско-метаморфног комплекса изложеног на површини и платформе, магматско-метаморфног комплекса прекривеног слој седиментних стена. Земљини кратони и штитови су: Канадски штит (Северна Америка), Балтички штит (Европа), Сибирски кратон (Азија), Гвајански штит, Бразилски штит, Патагонски штит (Јужна Америка), Западноафрички штит, Ангола-Касаи штит, Танзанијски штит, Родезијско-Трансвалски штит (Африка), Индијски Кратон, Штит Игарн, Штит Пилбара (Аустралија).
Иако је неколико минералних зрна старијих, најстарије стенске формације изложене на површини Земље су архејске старости или нешто старије. Архаичне стене су пронађене на Гренланду, Канадском штиту, западној Аустралији и јужној Африци. Иако су први континенти формирани током овог еона, стене тог доба чине само 7% тренутних светских кратона. Чак и када узмемо у обзир ерозију и уништавање некадашњих формација, докази показују да је само 5 - 40% данашње континенталне коре формирано током архаика.

## Архаичне стене
Архаичне стене кратона и штитова могу се поделити у две групе: гранулити и зелени камен. За ове последње је типичан низ неколико оштро подељених типова стена. У доњем делу налазе се ултрабазичне стене - коматити, изнад њих су базалти са хлоритом и хорнблендом (који им дају зелену боју, по чему су и добили име), на којима следе киселији еруптиви састава андезита и риолита, и прекривене седиментним стенама - шкриљцима, граивакама, конгломератима и тракастим гвоздена формацијама (Bandede Iron Formations - БИФ).
Зелени камен је од великог економског значаја: налазишта хрома и никла су често повезана са ултрабазичним деловима, са киселијим деловима цинка, бакра, сребра и злата и са седиментним деловима налазишта мангана, барита и гвожђа.
Што се тиче седиментологије, у архаику нема диференцијације таложних средина јер нема ни великих континенталних подручја. Врло ретко се могу пронаћи стене плитког мора са текстуром плитког мора, што указује на недостатак плитких морских полица у архаику - Архајски протоконтиненти су били веома стрме падине, мале величине и неравне површине (попут данашњег Исланда). Такође, на копну нема таложених седимената, што се може објаснити или малом површином континената или ерозијом и топљењем евентуално постојећих копнених седимената. Стене које указују на дубоководне фације, као што су шкриљци и граваки, углавном су таложене, док, као у Хадијуму, нема карбоната или повезаних евапората. Осим ниске пХ вредности, која је узрок недостатка карбоната у хадију, друга и извеснија могућност је да је томе погодовао недостатак плитких топлих мора у којима се таложе ове стене.

## Архаични фосили
Иако не постоје непобитни докази о томе када је тачно живот прешао из хемијске у органску еволуцију, сматра се да се то догодило у интервалу од пре 3,5-4 милијарде година.
Најстарији пронађени фосили датирају из архаичког периода, тачније 3,5 милијарди година, а ради се о строматолитима пронађеним у аустралијском штиту Пилбара. Строматолити су резултат деловања модрозелене бактерије, а настају везивањем карбонатног блата за влакна цијанобактерија. Пронађени су и остаци самих цијанобактерија. Поред цијанобактерија, пронађене су и неидентификоване бактерије чије су ћелије прожимале пирит или сидерит, због чега су успеле да оставе фосилни запис.
У групи стабала смокава у Јужној Африци, која је стара 3,1 милијарду година, пронађене су црне или тамносиве честице дисперговане органске материје које представљају продукте распадања хлорофила. Такви фосили се називају хемијски фосили. Неке гвоздене стене на југу Гренланда садрже однос од 12Ц до 13Ц једнак оном код свих живих организама, што указује на присуство органске материје у овим стенама. Ти хемијски фосили су стари 3,8 милијарди година.

Пошто у архејским стенама преовлађују само прокариотски организми, Архаик се може сматрати добом прокариота. Ако су еукариоти тада постојали, нису сачувани у фосилним записима.